# Sainte-Agathe (Puy-de-Dôme)
Sainte-Agathe [sɛ̃t aɡat] (okzitanisch Santa Agata) ist eine französische Gemeinde im Département Puy-de-Dôme in der Region Auvergne-Rhône-Alpes. Sie gehört zum Arrondissement Thiers und zum Kanton Thiers. Die Kommune hat 171 Einwohner (Stand: 1. Januar 2022).

## Lage und Verkehr
Sainte-Agathe liegt etwa 41 Kilometer östlich von Clermont-Ferrand am Rande der Berge des Forez im Westen. Umgeben wird Saint-Agathe von den Nachbargemeinden Celles-sur-Durolle im Norden, Viscomtat im Osten, Vollore-Montagne im Südosten, Vollore-Ville im Süden sowie Escoutoux im Westen.
Sainte-Agathe ist heute Bestandteil des Regionalen Naturparks Livradois-Forez.

## Bevölkerungsentwicklung
| Jahr                       | 1962 | 1968 | 1975 | 1982 | 1990 | 1999 | 2006 | 2013 |
| Einwohner                  | 325  | 312  | 247  | 231  | 229  | 207  | 196  | 205  |
| Quellen: Cassini und INSEE |      |      |      |      |      |      |      |      |

## Sehenswürdigkeiten
- Kirche Saint-Pierre

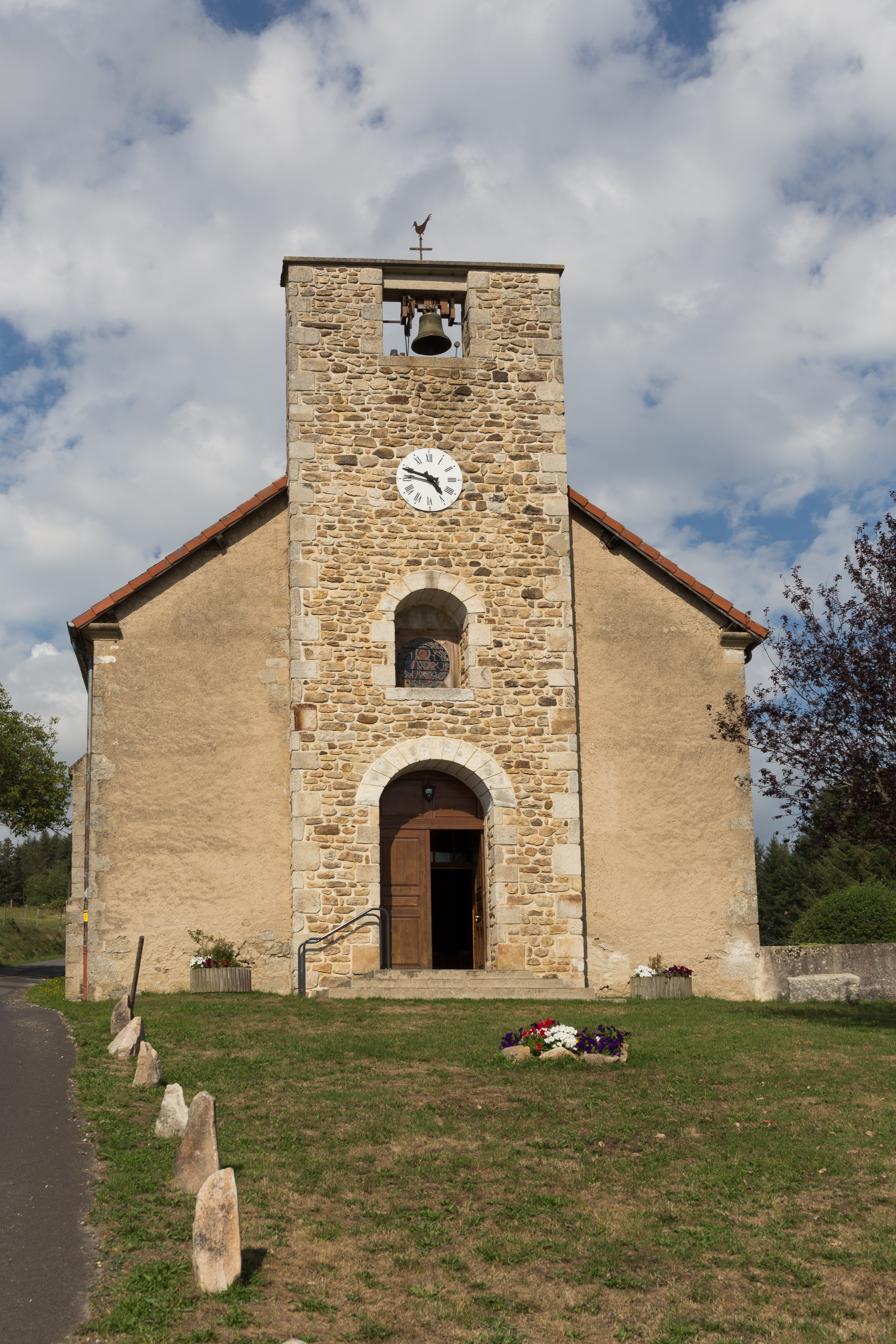
Kirche Saint-Pierre

- Burg Vaulx, Park mit Arboretum, aus dem 12. Jahrhundert
- Burgruine Montguerlhe aus dem 11. Jahrhundert